# Kap Timiris
Kap Timiris ligger på den mauretanske atlanterhavskyst, syd for øen Tidra.
19°23′04″N 16°32′38″V / 19.3845°N 16.5438°V